# Ладан (Прилукский район)
Ла́дан (укр. Ла́дан) — посёлок в Прилукском районе Черниговской области Украины, административный центр Ладанской поселковой общины.

## Географическое положение
Посёлок расположен на правом берегу реки Удай (бассейн Днепра). Правый приток Удая Ладанка протекает через Ладан.
Расстояние до районного центра:Прилуки : (15 км.), до областного центра:Чернигов ( 140 км. ), до столицы:Киев ( 147 км. ). Ближайшие населенные пункты: Журавка и Полонки 4 км, Подище 5 км.

## История
Впервые упоминается в 1603 году, когда здесь был основан Ладанский Покровский монастырь. В ХІХ столетии село Ладин (Ладан) было в составе Переволочанской волости Прилукского уезда Полтавской губернии. В селе была Николаевская церковь.
Есть на карте 1787 года как Ладинский.
Советская власть была установлена в Ладане в январе 1918 года. В 1928—1938 годах в Ладане в помещениях упразднённого монастыря действовала Ладанская трудовая коммуна для беспризорных детей и малолетних правонарушителей. 
В 1933 году здесь побывал украинский советский писатель Иван Микитенко. 
В марте 1936 г. состоялся пеший переход воспитанников коммуны им. В.А. Балицкого по маршруту: с. Ладан Прилукского района (где находилась коммуна) – город Киев. И хотя расстояние перехода не так уж и велико – каких-нибудь 160 километров, однако „изюминкой“ было то, что коммунары совершили этот переход… в противогазах! Они доставили в столицу красочно оформленный рапорт о достижениях коммуны и были награждены приказом наркома.
25 октября 1938 года был присвоен статус посёлок городского типа.
В ходе Великой Отечественной войны в 1941 - 1943 гг. посёлок оккупировали немецкие войска. 
В 1973 году здесь действовали заводы противопожарного оборудования, кирпичный завод и вечерний машиностроительный техникум.
В январе 1989 года численность населения составляла 7449 человек.
В 1997 году находившееся в посёлке профессионально-техническое училище № 8 было ликвидировано.
В марте 2012 года поселковое управление жилищно-коммунального хозяйства было признано банкротом и началась процедура его ликвидации.
По состоянию на 1 января 2013 года численность населения составляла 6366 человек.

## Экономика

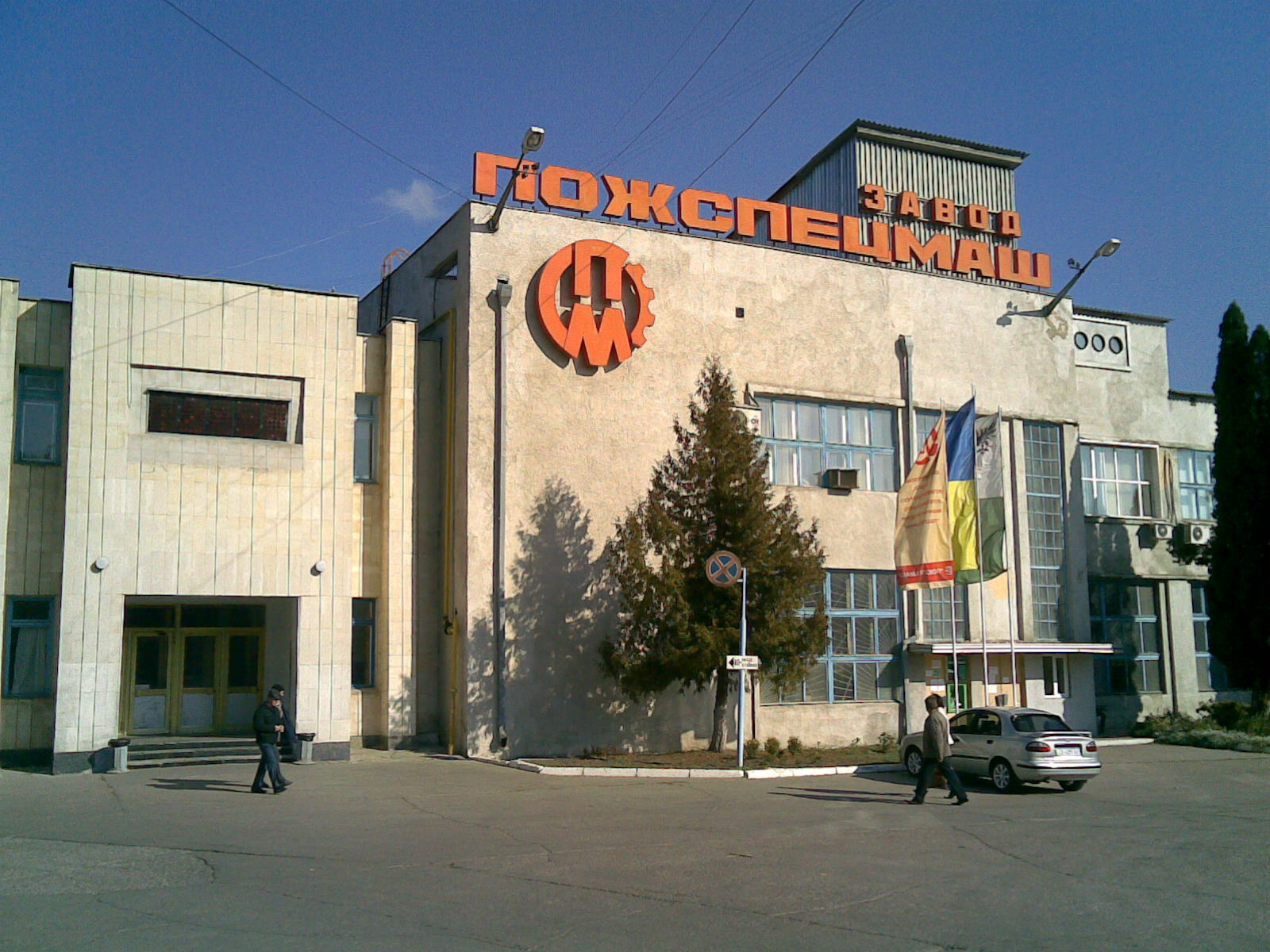
Завод «Пожмашина»

- Завод противопожарного оборудования «Пожмашина»[13]

## Образование, культура и социальная сфера
- Школа, поликлиника, 2 детских сада.
- Дом культуры на 600 мест, клуб на 400 мест, 5 библиотек, историко-краеведческий музей.

## Транспорт
Посёлок расположен в 18 км к юго-востоку от ж.-д. станции Прилуки (на линии Бахмач — Пирятин) Южной железной дороги

## Известные жители и уроженцы
- Олексиенко, Анатолий Михайлович — Герой Социалистического Труда.
- Харитонов, Борис Степанович — заслуженный артист Украины.
- Шумада, Наталия Сергеевна — украинский учёный-фольклорист.
- Королив, Василий Константинович — украинский писатель и общественный деятель.
- Бульба, Владимир Прокопьевич — в 1945 году повторил подвиг Александра Матросова, закрыв собой пулемёт.

## Памятные места и знаки

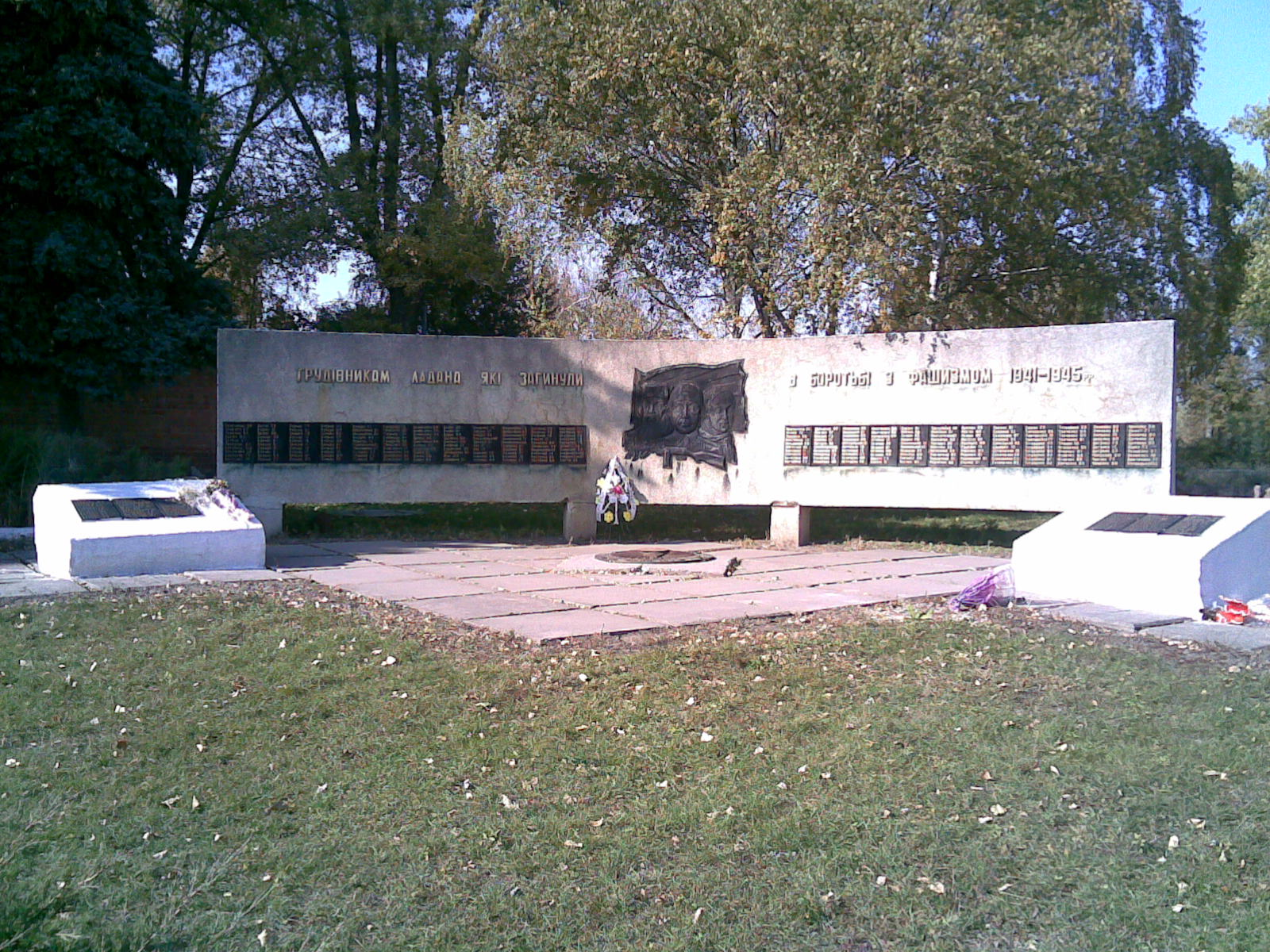
«Вечный огонь» в центре Ладана (не горит в связи с экономическими трудностями)

- В 1947 и 1977 годах было установлено 4 надгробья на братских могилах советских воинов, погибших при обороне Ладана в 1941 году и при его освобождении в 1943 году от немецко-фашистских захватчиков.

- В 1975 году был установлен памятный знак, в честь воинов — жителей Ладана (195 человек), которые погибли на фронтах войны.